# Pierre Morin
Pierre Paul Morin (* 27. November 1936 in Montreal) ist ein kanadischer Cellist, Dirigent und Musikpädagoge.

## Leben
Morin studierte von 1955 bis 1958 bei Yvette Lamontagne. Bis 1963 setzte er seine Ausbildung in Paris bei André Navarra (Cello), Jean Françaix (Kammermusik) und Yvonne Loriod (Klavier) fort. 1962 spielte er mit der Pianistin Rachel Martel die Uraufführung von André Prévosts Cellosonate, die dieser ihm gewidmet hatte. Ab 1964 war er Mitglied, ab 1967 Erster Cellist des Orchestre Symphonique de Québec. 1970 gründete er das Orchestre de Chambre Pierre-Morin, das er bis 1982 leitete. Mit dem Orchester spielte er u. a. die Uraufführungen von Brenton Price Duttons Images, Michel Meynauds Adagio, Pierrick Houdys Cembalokonzert, Renald Saint-Pierres Distique und José Evangelistas Miroir fugace. Ab 1964 unterrichtete er am Konservatorium von Québec. Morin ist mit der Cellistin Huguette Pierre verheiratet. Sein Bruder ist der Flötist Jean C. Morin.